# 吴纯素
吴纯素（1929年—），男，广东广宁人，中国化学家，曾任南昌航空工业学院化学工程系系主任，第五、六、七届全国政协委员。